# Ramona Langley
Ramona Langley (Los Angeles, 9 luglio 1893 – Hollywood, 11 novembre 1983) è stata un'attrice statunitense del cinema muto.
Nella sua carriera cinematografica, che durò solo due anni, apparve in trentacinque pellicole. Fece parte di un team di attori che lavorò soprattutto con il regista Al Christie, incaricato dalla sua casa di produzione, la Nestor Film Company, a produrre un consistente numero di pellicole di genere western per soddisfare le richieste del mercato dell'epoca. Del gruppo facevano parte gli attori Eddie Lyons, Lee Moran e Russell Bassett.
L'attrice morì a North Hollywood l'11 novembre 1983 all'età di novant'anni.

## Filmografia
La filmografia - basata su IMDb - è completa.
- The Pretender, regia di Phillips Smalley e Lois Weber (1913)
- Hawkeye to the Rescue, regia di Al Christie (1913)
- Some Runner, regia di Al E. Christie (1913)
- Weighed in the Balance, regia di Al Christie (1913)
- Cupid's Bad Aim, regia di Al Christie (1913)
- The Trail of the Serpent, regia di Al Christie - cortometraggio (1913)
- Won by a Skirt, regia di Al Christie (1913)
- The Girl Ranchers, regia di Al Christie (1913)
- The Battle of Bull Con, regia di Al Christie (1913)
- His Crazy Job, regia di Al Christie (1913)
- Their Two Kids, regia di Al Christie (1913)
- Under Western Skies, regia di Al Christie (1913)
- What the Wild Waves Did, regia di Al Christie (1913)
- A Man of the People, regia di Al Christie (1913)
- Curses! Said the Villain, regia di Al Christie (1913)
- Western Hearts, regia di Al Christie (1913)
- His Wife's Burglar, regia di Al Christie (1913)
- Love, Luck and a Paint Brush, regia di Al Christie (1913)
- The Golden Princess Mine, regia di Al Christie (1913)
- An Elephant on His Hands, regia di Al Christie (1913)
- When He Lost to Win, regia di Al Christie (1913)
- The Brothers, regia di Donald MacDonald (1913)
- Locked Out at Twelve, regia di Al Christie (1913)
- Her Friend, the Butler, regia di Al Christie (1913)
- A Woman's Way, regia di Al Christie (1913)
- Teaching Dad a Lesson, regia di Al Christie (1913)
- A Tale of the West, regia di Al Christie (1913)
- And the Villain Still Pursued Her, regia di Al Christie (1914)
- When Ursus Threw the Bull (1914)
- Cupid's Close Shave, regia di Al Christie (1914)
- Snobbery, regia di Al Christie (1914)
- When Billy Proposed (1914)
- Twixt Love and Flour, regia di Al Christie (1914)
- His Royal Pants, regia di Al Christie (1914)
- Scooped by a Hencoop, regia di Al Christie (1914)